# Каждому своё (альбом)
«Каждому своё» — второй мини-альбом группы «Артур Беркут», который вышел 17 декабря 2012 года.

## История
В альбоме заметна смена стиля в связи со сменой состава рок-группы. 10 февраля 2012 года из группы уходит гитарист Алексей Страйк, на его место приходит Андрей Смирнов, и это слышно в электронной аранжировке, в отличие от аранжировки Алексея Страйка, который старался добавить «харда» и «хеви» в треки.
Название альбома напрямую ассоциируется с известным принципом справедливости «Jedem das Seine», который был вмонтирован в решётку главных ворот нацистского концлагеря «Бухенвальд».
Участники группы приняли решение представить EP перед выпуском полноценного студийного альбома. Артур Беркут сказал, что мини-альбом «Каждому своё» в большей степени сольный, чем групповой. Над ним работали сессионные музыканты, его близкие друзья: Андрей Смирнов и Олег Ховрин. Артур Беркут хотел подождать до выхода полноформатного альбома, однако его подтолкнул на выпуск этого EP Анатолий Жуков.
В мини-альбом включены четыре композиции: два боевика и две баллады. Артур Беркут рассказал в интервью про некоторые из них:

— И в то же время на последнем мини-альбоме много символов: и цыганка, и пират — они ведь тоже сказочные персонажи. Но у Вас как-то получается элементы сказки вписать в жизнь.
— «Пират» — просто более весёлая песня. А потом, «Остров сокровищ» — одно из моих любимых произведений с детства, обалденно интересная история. Но в целом, во всем этом можно уловить какой-то подтекст, ещё один смысл, более глубокий. Для того, наверно, и нужны символы.
— Мне кажется, при этом «Каждому своё» объединяет очень разные вещи: приключенческую романтику в «Пирате» и неожиданную ностальгию в «Берёзах»…

— «Берёзы» — трагическая песня, которая касается эмигрантов. Когда людей ссылали, и они не могли вернуться на родину, это было страшно. Может быть, для того, кто уже очень давно живёт в Москве, смысл песни не сразу будет понятен, а вот тем, кому пришлось почему-то уехать из родных мест, скорее всего, идея покажется близка. Это про нашу связь с корнями.
Также Беркут рассказал, почему обложка выполнена в подводном стиле:

Мы планировали записать ещё одну песню — про то, как людей выбрасывают на необитаемый остров, и они должны вместе ужиться, а не поубивать друг друга. Но нам показалось, что она в чём-то похожа на другие композиции, и в итоге мы не включили её в этот диск. А тема морская осталась.
Записан в студиях «STUDIO 10 Records» и «EVERLOST home studio». Выпущен пока только на CD-диске.

## Список композиций
Все тексты написаны Анатолием Жуковым, вся музыка написана Артуром Беркутом.
| №  | Название       | Длительность |
| -- | -------------- | ------------ |
| 1. | «Каждому своё» | 4:08         |
| 2. | «Цыганка»      | 4:18         |
| 3. | «Пират»        | 3:41         |
| 4. | «Берёзы»       | 4:18         |

## Участники записи
Музыканты
- Артур Беркут — вокал,
- Олег Ховрин («Kobra») — ударные,
- Андрей Смирнов — гитара, клавишные, бас-гитара, аранжировка

Другие
- Звукорежиссёры — Андрей Смирнов, Антон Семенов, Радим Гризбил
- Сведение и мастеринг — Игорь Королев («KIV Records»)
- Саунд-продюсер — Андрей Смирнов
- Директор — Оксана Михеева
- Дизайн, обложка — Кирилл «Yevseeff» Евсеев
- Фото — Оксана Михеева, Анастасия Бузова